# Matěj Vydra
Matěj Vydra (* 1. května 1992, Chotěboř) je český fotbalový útočník a reprezentant, nyní působící v týmu FC Viktoria Plzeň. Mimo Česko působil na klubové úrovni v Itálii, Belgii a Anglii. V březnu 2013 získal ocenění „nejlepší hráč druhé anglické ligy“ („Championship Player of the Year“). Za rok 2013 zvítězil v české anketě Fotbalista roku v kategorii Talent roku.

## Vzdělání
Má vystudovaný obor stolař na Střední škole stavební a dřevozpracující v Ostravě-Zábřehu.

## Klubová kariéra
S fotbalem začínal v mužstvu FC Chotěboř. Poté působil v letech 2003–2008 v mládežnických výběrech v FC Vysočina Jihlava.

### FC Vysočina Jihlava
V roce 2008 začal hrát za seniorský tým FC Vysočina Jihlava. O talentovaného hráče se zajímala celá řada domácích i zahraničních celků, z domácí ligy mj. SK Slavia Praha, AC Sparta Praha, FK Jablonec 97, FC Slovan Liberec. V zahraničí byl na stážích v anglickém Evertonu a italském US Lecce. Zájem projevil i německý Werder Brémy. Matěj Vydra nakonec přestoupil do ostravského Baníku.

### FC Baník Ostrava
Od ledna 2010 působil v mužstvu FC Baník Ostrava, který za něj zaplatil téměř 20 000 000 Kč a uzavřel s ním kontrakt na tři roky. Hned ve svém druhém ligovém zápase 7. března 2010 vstřelil 2 góly hostujícímu Jablonci. Nastoupil na hřiště v 79. minutě a dvakrát se prosadil v závěru utkání. FC Baník zvítězil 4:1. Další gól přidal 29. března proti pražské Slavii (výhra 3:1) a 5. dubna rozhodl střetnutí proti domácím Teplicím (výhra 1:0). Celkem si v ostravském dresu připsal 14 startů a 4 vstřelené branky.
Matěj Vydra svými výkony především zaujal představitele italského klubu Udinese Calcio a německého Bayer 04 Leverkusen. Italský klub splnil podmínky Baníku Ostrava a v červnu 2010 získal mladého hráče do svých řad.

### Udinese Calcio
V červnu 2010 přestoupil za 100 mil. Kč do italského klubu Udinese Calcio  Podepsal 5letou smlouvu. Nastupoval v mládežnických týmech. Na začátku roku 2011 o něj projevilo zájem několik francouzských (Brest, Boulogne) a italských klubů. K prvnímu zápasu v italské serii A nastoupil 9. dubna 2011, kdy v 87. minutě zápasu proti AS Řím střídal Maurizia Domizziho.
V letní přípravě na sezonu 2011/12 nastřílel během soustředění ve Francii za 3 utkání 5 gólů, jeden z nich vstřelil francouzskému mužstvu FC Girondins de Bordeaux (s českým reprezentantem Jaroslavem Plašilem v sestavě) z pokutového kopu. Koncem srpna 2011 však odešel na hostování do belgického klubu Club Brugge KV, ve hře byl i jiný belgický klub KRC Genk a tým ze španělské druhé ligy.
Po návratu z hostování z Brugg nastupoval pouze v rezervním týmu a jednou byl na lavičce prvního týmu Udine během ligového utkání. Pro sezónu 2012/13 jej italský klub uvolnil v červnu 2012 na další hostování, tentokrát do anglického druholigového Watfordu.
Po návratu z hostování z anglického Watfordu nastoupil na několik závěrečných minut v odvetě třetího předkola Evropské ligy 2013/14 8. srpna 2013 a jednou brankou se podílel na výhře 4:0 proti hostujícímu bosenskému týmu NK Široki Brijeg, Udine po vítězství 3:1 z prvního utkání postoupilo do 4. předkola (resp. play-off). Poté zamířil na další hostování, tentokrát do anglické Premier League do týmu West Bromwich Albion. V létě 2014 odešel podruhé hostovat do Watfordu. O rok později mužstvo definitivně opustil.

### Club Brugge KV (hostování)
V srpnu 2011 odešel na roční hostování z italského Udine do belgického týmu Club Brugge KV. Nastoupil zde k jednomu ligovému zápasu a o několik dní později si v pohárovém zápasu utrhl přední zkřížený vaz v koleni. V lednu 2012 se kluby domluvily na ukončení hostování a Matěj Vydra, v té době po operaci vazu v koleni, se vrátil do Udine. Vinou zranění odehrál za belgický klub pouze jediný zápas 11. září 2011 proti domácímu Mechelenu. Vydra šel na hřiště v 85. minutě, Bruggy vyhrály 2:1.

### Watford FC (hostování)
V červnu 2012 odešel z Udine na roční hostování do anglického klubu Watford FC působícího ve druhé anglické lize. Zde se setkal s českým spoluhráčem Danielem Pudilem, jenž zde hostoval ze španělského klubu Granada CF. První gól zaznamenal Vydra v utkání 1. kola proti domácímu Crystal Palace FC 18. srpna 2012, když ve 4. minutě nastavení vstřelil vítězný gól na 3:2 pro hosty. Tímto výsledkem utkání skončilo. Druhý gól přidal ve 3. kole 25. srpna 2012 proti hostujícímu Birminghamu City, když v 17. minutě zvyšoval na konečných 2:0 pro Watford. Potřetí se trefil ve 4. kole 1. září 2012 proti domácímu Derby County FC, ale jen snižoval v 74. minutě na konečných 5:1 pro domácí tým.
Čtvrtý gól vsítil v 7. kole, v 72. minutě zvýšil po přihrávce krajana Daniela Pudila na 2:1 proti Bristolu City, Watford ale výhru neudržel a inkasoval gól na konečných 2:2. Po této remíze klesl klub na 20. místo tabulky. V 10. kole dostal Vydra za stavu 1:1 v prvním poločasu červenou kartu v utkání proti Middlesbrough FC, domácí Watford v oslabení inkasoval gól na konečných 1:2. Anglická fotbalová asociace poté anulovala zákaz startu pro hráče ve 3 zápasech na základě podnětu od Watfordu. Vydra totiž úmyslně nešlápl na protihráče, ale vyhýbal se jeho skluzu. Rozhodčí Steve Rushton v poločase utkání uznal své přehlédnutí. Popáté v sezóně se Matěj Vydra trefil 20. října, když jediným gólem (v 90. minutě z pokutového kopu) zařídil vítězství domácího Watfordu proti Peterborough United. 10. listopadu 2012 se dvakrát gólově prosadil proti domácímu Leedsu United. Ve 28. minutě otevřel gólový účet zápasu a v 83. minutě zvyšoval na průběžných 4:1 pro hosty. Watford deklasoval domácí Leeds 6:1. Osmý gól v sezóně přidal 1. prosince 2012 z pokutového kopu (který byl navíc nařízen po faulu na něj) proti Barnsley. V 83. minutě zvyšoval na 4:0, konečné skóre znělo 4:1 pro domácí Watford, který díky tomuto výsledku poskočil na 6. místo tabulky 2. anglické ligy. Ve 23. kole 22. prosince 2012 vstřelil 2 góly na domácí půdě proti Nottinghamu a Watford vyhrál poměrem 2:0. Pro Vydru to byl devátý a desátý gól sezóny, potvrdil tak svou vynikající formu. 29. prosince 2012 vstřelil opět 2 góly, tentokrát na hřišti domácího Brightonu & Hove Albion, zajistil tak hostům výhru 3:1. První gól padl v 68. minutě po střele z 25 yardů (vítězný gól na 2:1), druhý přidal Vydra o 74 sekund později (na konečných 3:1). S 12 vstřelenými brankami se posunul na průběžné dělené 6. místo tabulky střelců Football League Championship (spolu s ním dosáhli této mety ještě další dva hráči). 12. ledna 2013 zařídil 2 góly vedení 2:0 na půdě Middlesbrough FC, domácí stačili pouze zkorigovat na konečných 1:2. 19. ledna opět skóroval dvakrát, tentokrát doma proti Huddersfieldu (konečný stav 4:0), navíc po zákroku na něj byl odpískán pokutový kop. Po utkání byl vyhlášen „Mužem zápasu“. V tabulce střelců se posunul se 16 góly na 4. místo. 26. ledna 2013 přidal další dva góly do sítě domácího Nottinghamu a přispěl tak k výhře svého týmu 3:0. V tabulce střelců se posunul na třetí místo. 2. února 2013 přidal svůj 19. gól proti hostujícímu Boltonu a navíc přihrál na vítězný gól na 2:1 spoluhráči Almenu Abdimu. Tímto výsledkem zápas skončil. 20. gól vstřelil 22. února proti Derby County FC, Watford zvítězil doma 2:1 a posunul se na druhou příčku ligové tabulky. Poté následoval střelecký půst, kdy se neprosadil ve 13 zápasech. Střeleckou smůlu protrhl dvěma góly 12. května 2013 proti Leicesteru v odvetě „semifinále“ play-off o postup do Premier League (Watford jako třetí tým tabulky hrál s šestým Leicesterem). Watford zvítězil v dramatickém střetnutí 3:1 a zajistil si postup do finálového kola baráže. Ve finále play-off proti Crystal Palace FC se zranil a musel o poločase střídat. Watford prohrál 0:1 gólem z pokutového kopu v prodloužení (105. minuta) a do Premier League nepostoupil. Po skončení sezóny se vrátil z hostování do Udine.

### West Bromwich Albion (hostování)
Po vydařeném hostování ve Watfordu jej Udine bylo ochotno prodat, nicméně žádný zájemce nesplnil finanční představy italského klubu. Vydra tak odešel na hostování do West Bromwich Albion, zájem byl i z dalších klubů Premier League. Udine jej uvolnilo i z důvodu velké konkurence v útoku A-týmu. Při své premiéře v Premier League 17. srpna 2013 se dostal na hřiště až sedm minut před koncem domácího utkání se Southamptonem, který zde vyhrál 1:0. Poprvé v Premier League skóroval 21. prosince 2013 v utkání s Hull City AFC (ve svém 7. zápase), jeho branka znamenala konečnou remízu 1:1. Podruhé se v anglické nejvyšší lize trefil 22. února 2014 proti Fulhamu, jeho branka chvíli před koncem znamenala zisk bodu za konečnou remízu 1:1. 12. dubna 2014 vstřelil v utkání proti Tottenham Hotspur FC nejrychlejší branku West Bromwiche v Premier League (již po 27 sekundách, stanovil tak klubový rekord), WBA navýšil vedení až na 3:0, ale nakonec bral jen bod za remízu 3:3.

### Watford FC
V červnu 2014 bylo potvrzeno druhé roční hostování hráče v anglickém klubu Watford FC. Sezóna 2014/15 byla úspěšná, vybojoval s týmem přímý postup do Premier League. V létě 2015 do klubu přestoupil, když podepsal pětiletý kontrakt. V dresu Watfordu debutoval v Premier league po návratu z hostování v Readingu. 20. srpna 2016 ve 2. kole odehrál poslední tři minuty v zápase proti Chelsea FC (prohra 1:2).

### Reading FC (hostování)
Za Watford si nepřipsal v ročníku 2015/16 žádný prvoligový start a 1. září 2015 odešel na roční hostování s opcí na přestup do anglického druholigového celku Reading FC. V Readingu neprožil povedenou sezonou, když ve 31 ligových střetnutích dal pouze tři branky.

### Derby County FC
V srpnu 2016 přestoupil z Watfordu do mužstva Derby County FC, kde podepsal smlouvu na čtyři roky. Cena za přestup nebyla zveřejněna, média uváděla částku 12,5 milionů liber (cca 400 milionů Kč) nebo 10 milionů liber (zhruba 300 milionů Kč). V obou případech by se Vydra stal šestým nejdražším českým hráčem v historii.

### Burnley FC
Dne 7. srpna 2018 přestoupil Vydra do klubu Burnley FC hrajícího Premier League za částku 12,2 milionů euro. Dne 24. 2. 2020 v 26. kole v zápase proti Southamptonu vstřelil levačkou gól z voleje na 2:1. Jeho gól vyhrál gól měsíce nejvyšší anglické soutěže a stal se prvním Čechem, který tuto cenu dostal. Zároveň to byl jeho druhý gól za Burnley, který vstřelil po roce a půl.  V týmu skončil k 1. červnu 2022 kvůli vážnému zranění.

### FC Viktoria Plzeň
19. prosince 2022 byl Matěj Vydra oznámen jako nová posila FC Viktoria Plzeň, kam přišel jako volný hráč, a podepsal smlouvu na dva a půl roku.

## Reprezentační kariéra

### Mládežnické reprezentace
Matěj Vydra působil v několika mládežnických kategoriích české reprezentace.
Bilance:
- reprezentace do 16 let: 8 utkání (6 výher, 1 remíza, 1 prohra), 2 vstřelené góly
- reprezentace do 17 let: 18 utkání (10 výher, 5 remíz, 3 prohry), 6 vstřelených gólů
- reprezentace do 18 let: 2 utkání (1 výhra, 1 remíza), 1 vstřelený gól
- reprezentace do 19 let: 8 utkání (2 výhry, 4 remízy, 2 prohry), 1 vstřelený gól
- reprezentace do 21 let: 4 utkání (2 výhry, 1 remíza, 1 prohra), 0 vstřelených gólů

### A-mužstvo
28. srpna 2012 byl trenérem Michalem Bílkem poprvé nominován do seniorského národního mužstva pro kvalifikační utkání s Dánskem a přátelské utkání s Finskem. Debutoval 8. září 2012 v kvalifikačním utkání na MS 2014 v Kodani proti domácímu Dánsku. Objevil se v základní sestavě a odehrál 72 minut, poté jej vystřídal František Rajtoral. Zápas skončil výsledkem 0:0. Proti Finsku 11. září 2012 nastoupil v Teplicích do druhého poločasu, ale porážce 0:1 se svými spoluhráči nezabránil. 16. října 2012 si připsal v Praze třetí reprezentační start v kvalifikačním zápasu s Bulharskem (0:0). V přátelském utkání proti Slovensku 14. listopadu 2012 v Olomouci nastoupil na hřiště v 67. minutě (střídal debutujícího Ladislava Krejčího).
V 72. minutě dával zpětnou přihrávku na třetí gól Bořku Dočkalovi, který se trefil přesně do horního rohu brány slovenského brankáře Dušana Kuciaka. Český národní tým vyhrál 3:0. 6. února 2013 nastoupil v přátelském utkání v Manise proti domácímu Turecku, Česká republika zvítězila 2:0. 22. března odehrál na Andrově stadionu v Olomouci kvalifikační zápas s Dánskem, český výběr podlehl soupeři 0:3. 26. března 2013 jej trenér Michal Bílek poprvé nasadil na hrot útoku (předtím hrál na kraji zálohy) a Vydra se hned střelecky prosadil, vstřelil dva góly českého týmu v kvalifikačním střetnutí v Arménii, ČR zvítězila 3:0.

## Statistiky

### Klubové
Zápasy k 19.12.2021
| Klub                         | Sezóna  | Liga               | Liga   | Liga | Národní pohár | Národní pohár | Ligový pohár | Ligový pohár | Ostatní | Ostatní | Celkem | Celkem |
| Klub                         | Sezóna  | Liga               | Zápasy | Góly | Zápasy        | Góly          | Zápasy       | Góly         | Zápasy  | Góly    | Zápasy | Góly   |
| ---------------------------- | ------- | ------------------ | ------ | ---- | ------------- | ------------- | ------------ | ------------ | ------- | ------- | ------ | ------ |
| Vysočina Jihlava             | 2008/09 | 2. česká liga      | 12     | 2    | 0             | 0             | —            | —            | —       | —       | 12     | 2      |
| Vysočina Jihlava             | 2009/10 | 2. česká liga      | 15     | 3    | 2             | 1             | —            | —            | —       | —       | 17     | 4      |
| Vysočina Jihlava             | Celkem  | Celkem             | 27     | 5    | 2             | 1             | —            | —            | —       | —       | 29     | 6      |
| Baník Ostrava                | 2009/10 | 1. česká liga      | 14     | 4    | —             | —             | —            | —            | —       | —       | 14     | 4      |
| Udinese                      | 2010/11 | Serie A            | 2      | 0    | 1             | 0             | —            | —            | —       | —       | 3      | 0      |
| Udinese                      | 2011/12 | Serie A            | 0      | 0    | 0             | 0             | —            | —            | 0       | 0       | 0      | 0      |
| Udinese                      | 2013/14 | Serie A            | 0      | 0    | 0             | 0             | —            | —            | 1       | 1       | 1      | 1      |
| Udinese                      | Celkem  | Celkem             | 2      | 0    | 1             | 0             | —            | —            | 1       | 1       | 4      | 1      |
| Club Brugge (host.)          | 2011/12 | Jupiler Pro League | 1      | 0    | 1             | 0             | —            | —            | 0       | 0       | 2      | 0      |
| Watford (host.)              | 2012/13 | Championship       | 41     | 20   | 1             | 0             | 2            | 0            | 3       | 2       | 47     | 22     |
| West Bromwich Albion (host.) | 2013/14 | Premier League     | 23     | 3    | 1             | 0             | 1            | 0            | —       | —       | 25     | 3      |
| Watford (host.)              | 2014/15 | Championship       | 42     | 16   | 1             | 0             | 2            | 0            | —       | —       | 45     | 16     |
| Watford                      | 2015/16 | Premier League     | 0      | 0    | —             | —             | 1            | 0            | —       | —       | 1      | 0      |
| Watford                      | 2016/17 | Premier League     | 1      | 0    | —             | —             | 1            | 0            | —       | —       | 2      | 0      |
| Watford                      | Celkem  | Celkem             | 43     | 16   | 1             | 0             | 4            | 0            | —       | —       | 48     | 16     |
| Reading (host.)              | 2015/16 | Championship       | 31     | 3    | 5             | 6             | —            | —            | —       | —       | 36     | 9      |
| Derby County                 | 2016/17 | Championship       | 33     | 5    | 3             | 0             | 0            | 0            | —       | —       | 36     | 5      |
| Derby County                 | 2017/18 | Championship       | 40     | 21   | 1             | 0             | 1            | 1            | 2       | 0       | 44     | 22     |
| Derby County                 | Celkem  | Celkem             | 73     | 26   | 4             | 0             | 1            | 1            | 2       | 0       | 80     | 27     |
| Burnley                      | 2018/19 | Premier League     | 13     | 1    | 2             | 0             | 1            | 0            | 1       | 1       | 17     | 2      |
| Burnley                      | 2019/20 | Premier League     | 19     | 2    | 2             | 0             | 1            | 0            | —       | —       | 22     | 2      |
| Burnley                      | 2020/21 | Premier League     | 28     | 3    | 3             | 1             | 3            | 2            | —       | —       | 34     | 6      |
| Burnley                      | 2021/22 | Premier League     | 13     | 1    | 0             | 0             | 2            | 0            | —       | —       | 15     | 1      |
| Burnley                      | Celkem  | Celkem             | 73     | 7    | 7             | 1             | 7            | 2            | 1       | 1       | 88     | 11     |
| Celkem                       | Celkem  | Celkem             | 328    | 84   | 23            | 8             | 15           | 3            | 7       | 4       | 373    | 99     |

### Reprezentační góly a zápasy
Góly Matěje Vydry v A-týmu české reprezentace 
| 010                | 26. 3. 2013 | Stadion republiky, Jerevan, Arménie  | Arménie | 00:10(47.) | 0:3 | kvalifikace na MS 2014 |
| 02                 | 26. 3. 2013 | Stadion republiky, Jerevan, Arménie  | Arménie | 00:20(82.) | 0:3 | kvalifikace na MS 2014 |
| 03                 | 5. 3. 2014  | Eden Aréna, Praha, Česko             | Norsko  | 02:10(39.) | 2:2 | přátelský zápas        |
| 04                 | 21. 5. 2014 | Olympijský stadion, Helsinky, Finsko | Finsko  | 01:10(20.) | 2:2 | přátelský zápas        |
| 05                 | 29. 3. 2015 | Friends Arena, Solna, Švédsko        | Švédsko | 01:10(26.) | 1:1 | přátelský zápas        |
| Platí k 6. 9. 2016 |             |                                      |         |            |     |                        |

Zápasy Matěje Vydry v A-týmu české reprezentace 
| 2012                | 4  | 0 |
| 2013                | 5  | 2 |
| 2014                | 6  | 2 |
| 2016                | 5  | 1 |
| 2018                | 4  | 0 |
| 2019                | 2  | 0 |
| 2020                | 6  | 1 |
| 2021                | 14 | 1 |
| Celkem              | 46 | 7 |
| Platí k 30. 3. 2021 |    |   |

## Úspěchy

### Individuální
- „Nejlepší hráč druhé anglické ligy“ („Championship Player of the Year“) – 2013 [2][3]
- zařazen do Jedenáctky roku anglické druhé ligy (Championship Team of the Year) – 2012/13 [73]
- Talent roku v české anketě Fotbalista roku – 2013 [4]

## Mimo hřiště
Je patronem Dětského domova Nová Ves u Chotěboře.